# バカリ・コネ
バカリ・コネ（Bakari Koné, 1981年9月17日 - ）は、コートジボワール・アビジャン出身の元サッカー選手。ポジションはFW。元コートジボワール代表。
サッカー選手のアルナ・コネ、カラモコ・コネは実弟。

## 経歴

### クラブ
1994年に当時のコートジボワールのアビジャンでスカウトを受け、ASECミモザのユースチームに入団。5年間を過ごし、1999年にトップチームデビューを飾る。2002年からはカタールのアル・イテハド（当時。現在の名称はアル・ガラファ）に移籍し、レギュラーとして1シーズンプレー。その後、2003-04シーズンからはフランスリーグ・ドゥのロリアンに移籍。これ以降は活躍の場をヨーロッパに移すこととなる。
ロリアンでは1シーズン目からレギュラーを獲得しいきなり10得点を挙げると、2シーズン目となった2004-05シーズンは25試合に出場し24ゴールを挙げる活躍で、リーグ・アン昇格に貢献。バカリ自身もリーグ・ドゥ得点王、リーグ・ドゥ最優秀選手を獲得した。この活躍からリール、ストラスブール、オセールなどから注目され、結局2005-06シーズンからはニースへ移籍。シーズン開幕戦のトロワ戦でいきなりリーグ・アンデビューを飾ると、移籍2試合目のトゥールーズ戦でリーグ・アン初ゴールを記録。レギュラーを勝ち取り、2007-08シーズンにはリーグ・アン移籍後初めての2ケタ得点で、リーグ6位の14ゴールを挙げた。リーグ・アンでも成功を収めたことから、攻撃陣強化を望むオリンピック・マルセイユが獲得に乗り出し、移籍金1000万ユーロで移籍。マルセイユでの最初のシーズンとなった2008-09シーズンもレギュラーを獲得。リーグ・アンに加えてチャンピオンズリーグやUEFAカップにも初出場ながら全試合に出場し、チャンピオンズリーグ・グループステージのPSV戦ではチャンピオンズリーグ初ゴールを決めた。これらの活躍や後述の代表での活躍もあり、2009年3月にヤヤ・トゥーレやディディエ・ドログバを抑えてコートジボワール年間最優秀選手を受賞した。

### 代表
2004年9月5日のワールドカップ予選・スーダン戦でコートジボワール代表デビューし、同時に代表初ゴールも記録。以降は代表に定着し、2005年12月12日のルーマニアとの親善試合では弟・アルナとの兄弟アベックゴールも記録。アフリカネイションズカップ2006のメンバーにも選ばれると、準決勝のカメルーン戦では同点ゴールを挙げると、チームはPK戦の末に勝利。決勝進出に貢献したが、決勝のエジプト戦では負傷し、チームも準優勝に終わった。ワールドカップ・ドイツ大会のメンバーにも選ばれるが、コートジボワールはアルゼンチン、オランダ、セルビア・モンテネグロと同組の「死の組」に入った。バカリは3試合すべてに出場し、オランダ戦ではミドルシュートを決めワールドカップ初得点を記録するなどコートジボワールの善戦に貢献した。続くアフリカネイションズカップ2008でもチームの中心として4試合に出場するが、5-1と大勝したギニア戦での1ゴールに終わり、チームも4位に終わる。しかしその後のワールドカップ予選では4試合に出場し3ゴールと絶好調で、チームを牽引した。

## 代表歴

### 出場大会
- コートジボワール代表
  - 2006 FIFAワールドカップ

### 試合数
- 国際Aマッチ 42試合 9得点（2004年-2010年）[1]

| コートジボワール代表 | 国際Aマッチ | 国際Aマッチ |
| 年                   | 出場        | 得点        |
| -------------------- | ----------- | ----------- |
| 2004                 | 2           | 1           |
| 2005                 | 7           | 1           |
| 2006                 | 13          | 2           |
| 2007                 | 3           | 0           |
| 2008                 | 8           | 3           |
| 2009                 | 5           | 2           |
| 2010                 | 4           | 0           |
| 通算                 | 42          | 9           |

## 獲得タイトル

### クラブ
ASECミモザ
- コートジボワール・プレミア・ディビジョン : 2000, 2001, 2002
- CAFスーパーカップ : 1999

オリンピック・マルセイユ
- クープ・ドゥ・ラ・リーグ 2010
- リーグ・アン 2010

レフウィヤSC
- カタール・スターズリーグ 2010-2011、2011-2012

### 個人
- リーグ・ドゥ最優秀選手 : 2004-05
- リーグ・ドゥ得点王 : 2004-05
- リーグ・アン月間最優秀選手 : 2007年9月, 2007年10月
- コートジボワール年間最優秀選手 : 2008-09
- QFAアワーズ  : 2010-2011